# Chorální notace
Chorální notace je založena na čtyřlinkové notové osnově. Značky se vyvinuly z původních neum. Tato notace používala klíče G, F, C. Podle toho, na jaké lince byl klíč napsán, ležela nota[zdroj⁠?!]. (Například: Klíč C je na druhé lince, nota C leží na druhé lince.) Poměrně přesně zapisovala výšku tónu, ale nezaznamenávala rytmus. Chorální nota se nazývala quadrata a měla podobu černého čtverce.
Za vynálezce notové osnovy je považován italský mnich Guido z Arezza.

### Související stránky
- Svatohavelská notace
- Kvadrátní notace
- Metská notace
- Česká chorální notace